# Villa Maria (Delft)
Villa Maria is een gemeentelijk monument gelegen aan de Oostsingel 185 in Delft.
De villa werd in 1894 gebouwd als villa voor de directeur van het naastgelegen buitengesticht, een gebouwencomplex van het Sint Jorisgasthuis, bestemd voor psychiatrische hulpverlening. Net als de acht paviljoens van het buitengesticht werd ook de directeurswoning gebouwd in de neorenaissancestijl. De villa werd voorzien van een groot aantal weelderige elementen, en een decoratief metalen toegangshek. 
In de loop der tijd verloor de villa haar functie als directeurswoning, en raakte het gebouw in verval, waarbij houten onderdelen verrotten en decoratieve elementen door eenvoudiger alternatieven werden vervangen.  
In 2002 werd de woning gekocht door een echtpaar dat het gebouw in dertien jaar tijd vrijwel geheel in zijn oorspronkelijke staat wist terug te brengen. Op basis van originele bouwtekeningen en oude foto's werd onder meer het decoratieve houtwerk teruggebracht, en kregen geveltoppen hun smeedijzeren ornamenten terug. Als kers op de taart werd de verbouwing voltooid met het terugplaatsen van het gietijzeren hek, dat de tuin scheidde van de straat. 
Voor de reconstructie won Villa Maria in 2007 de Le Comteprijs 2006 uit handen van historische vereniging Delfia Batavorum. Voor de reconstructie van het hek en de tuinommuring werd Villa Maria in 2015 nogmaals voor de prijs genomineerd.